# Christiane Ufholz
Christiane Ufholz, nom de scène de Christiane Wunder (née le 1er septembre 1947 à Leipzig, retrouvée morte le 1er janvier 2023 à Berlin) est une chanteuse allemande.

## Biographie
Enfant, Christiane Wunder chante pendant dix ans dans le chœur d'enfants de la radio de Leipzig. Après ses études, elle apprend à devenir coiffeuse.
Elle commence sa carrière en tant que chanteuse de rock au sein des Butlers, un groupe amateur de Leipzig fondé par Klaus Renft. Après l'interdiction du groupe, qui déclenche la manifestation de la Leipziger Beatdemo, Ufholz passe au Studio Team Leipzig, un groupe amateur dans lequel Uschi Brüning et Regine Dobberschütz ont également chanté pendant un certain temps.
À partir de 1972, Ufholz chante avec le Dresden-Septet, un groupe de jazz-rock dirigé par Gerhard Zachar, dont Lift émergera un an plus tard. À l'époque, Lift joue du blues, de la soul et du gospel et est influencé par le chant de Stephan Trepte et Christiane Ufholz. Avec le groupe, elle enregistre plusieurs singles pour le label Amiga de 1973 à 1975. À la suite d'une formation de deux ans, en travaillant avec des musiciens tels que Franz Bartzsch, Stephan Trepte, Till Patzer et Wolfgang Scheffler, elle mûrit musicalement et devient chanteuse professionnelle lorsque Klaus Lenz la remarque.
En 1975, elle part en tournée avec l'un des big bands de Klaus Lenz et enregistre un autre disque avec le groupe. Entre-temps, elle se fait un nom en tant que chanteuse de jazz et est introduite dans son sextet par Günther Fischer en 1976 en tant que soliste invitée. Elle donne plusieurs concerts avec Fischer et Manfred Krug, accompagne Krug dans une chanson de son LP Du bist heute wie neu et chante d'après des compositions de Günther Fischer dans le film DEFA Hostess de Rolf Römer.
Fin 1976, Christiane Ufholz signe une lettre ouverte contre l'expatriation de Wolf Biermann. Le matin du 24 décembre 1976, elle est informée qu'elle doit quitter la RDA avant minuit. Elle vient à Berlin-Ouest la veille de Noël avec un petit enfant et des bagages. Lorsqu'elle quitte la RDA, sa carrière prend temporairement fin et elle retourne au métier de coiffeuse.
Eberhard Klunker et Olaf Wegner fondent le groupe Windminister à Berlin-Ouest en 1980. Ils ont déjà joué ensemble au sein du Hansi Biebl Blues Band, qui est interdit de se produire en RDA en 1975 après leur fuite. Windminister comprend également l'ancien chanteur du Klaus Renft Combo, Thomas Schoppe, Klaus Renft et Christiane Ufholz. Cependant, le projet du groupe ne se révèle pas particulièrement réussi, c'est pourquoi les trois quittent le groupe peu de temps après. Klunker et Wegner conservent le nom du groupe et continuent en un duo de guitaristes. Après la chute du Mur, la collaboration entre Windminister et Ufholz reprend. Ils partent en tournée ensemble dans les Länder de l'est de l'Allemagne et connaissent un tel succès qu'Ufholz entame son retour.
Klaus Renft revient aussi à l'est de l'Allemagne au début des années 1990 et commence sa tournée … als ob nichts gewesen wär en 1997-1998, accompagné de Peter « Cäsar » Gläser, Gerulf Pannach et Christiane Ufholz. Elle est de nouveau sur scène avec lui lors du concert d'anniversaire du 60e anniversaire de Klaus Renft et du concert commémoratif du 40e anniversaire du Leipzig Beatdemo en octobre 2005. Le 21 novembre 2006, elle participe à ses funérailles et joue avec Hans-Jürgen Beyer, le Renftband et les Cäsar's Spieler lors du concert commémoratif de Klaus Renft.
De 2002 à 2009, Ufholz travaille avec le Jonathan Blues Band et donne à nouveau des concerts régulièrement. En 2004, elle prend sa retraite de coiffeuse. À partir de 2009, Christiane Ufholz se produit principalement avec le guitariste Eberhard Klunker.
Le matin du Nouvel An 2023, elle est retrouvée morte dans son appartement berlinois. Ufholz avait 75 ans. Elle laisse un fils.